# Луиза Датска (1750-1831)
Луиза Датска (на датски: Prinsesse Louise af Danmark og Norge; на немски: Louise von Dänemark; * 30 януари 1750, замък Кристиансборг, Копенхаген; † 12 януари 1831, замък Готорп, Шлезвиг) от род Олденбург, е принцеса на Дания и Норвегия и чрез женитба от 30 август 1766 г. ландграфиня на Хесен-Касел.

## Биография
Тя е дъщеря на Фредерик V (1723 – 1766), крал на Дания и Норвегия (1746 – 1766), и първата му съпруга Луиза Британска (1724 – 1751), дъщеря на крал Джордж II от Великобритания и Ирладия (1683 – 1760) и маркграфиня Каролина фон Бранденбург-Ансбах (1683 – 1737). Баща ѝ Фредерик V се жени втори път 1729 г. във Волфенбютел за принцеса Юлиана фон Брауншвайг-Волфенбютел (1729 – 1796). Сестра е на Кристиан VII, крал от 1766 г.
Луиза Датска умира на 12 януари 1831 г. в замък Готорп в Шлезвиг на 80 години. Погребана е в катедралата на Шлезвиг.

## Фамилия
Луиза Датска се омъжва на 30 август 1766 г. в дворец Кристиансборг в Копенхаген за ландграф Карл фон Хесен-Касел (* 19 декември 1744; † 17 август 1836), датски щатхалтер на херцогствата Шлезвиг и Холщайн, третият син на принц Фридрих II фон Хесен-Касел (1720 – 1785) и принцеса Мария фон Хановер (1723 – 1772), дъщеря на крал Джордж II от Великобритания (1683 – 1760). Те имат децата:
- Мария София Фридерика (* 28 октомври 1767, Ханау; † 21 март 1852, дворец Амалиенборг), омъжена на 31 юли 1790 г. в Готорп за братовчед си крал Фредерик VI от Дания и Норвегия (1768 – 1839)
- Вилхелм (* 26 януари 1769, Ханау; † 14 юли 1772, Ханау)
- Фридрих (* 24 май 1771, Готорп; † 24 февруари 1845, замък Панкер), генерал и наследник на баща си като щатхалтер на Шлезвиг-Холщайн, 1810 – 1813 вицещатхалтер в Норвегия, женен на 21 май 1813 г. в Норвегия за Клара фон Брокдорф, баронеса фон Лилиенкрон
- Юлиана Луиза Амалия (* 19 януари 1773, Копенхаген; † 11 март 1860, Итцехое), протестантска абатеса на манастир Итцехое
- Кристиан (* 14 август 1776, Готорп; † 14 ноември 1814, Одензее-ауф-Фюнен)
- Луиза Каролина (* 28 септември 1789, Готорп; † 13 март 1867, Баленщет), омъжена на 28 януари 1810 г. в дворец Готорп за херцог Вилхелм фон Шлезвиг-Холщайн-Зондербург-Глюксбург (1785 – 1831)

## Галерия
- Принцеса Луиза
- Принцеса Луиза, 1777